# Evandra
Evandra es un género de plantas herbáceas con dos especies pertenecientes a la familia de las ciperáceas.

## Taxonomía
El género fue descrito por Robert Brown y publicado en Prodromus Florae Novae Hollandiae 239. 1810. La especie tipo es: Evandra aristata R.Br.

## Especies aceptadas
A continuación se brinda un listado de las especies del género Evandra aceptadas hasta febrero de 2014, ordenadas alfabéticamente. Para cada una se indica el nombre binomial seguido del autor, abreviado según las convenciones y usos.
- Evandra aristata R.Br.
- Evandra pauciflora R.Br.